# Thiodolf Rein
Pour les articles homonymes, voir Rein.
Karl Gabriel Thiodolf Rein (né le 28 février 1838 à Helsinki - mort le 18 novembre 1919 à Helsinki) est un philosophe universitaire et homme politique finlandais.

## Biographie
Il est militant actif de l'organisation secrète Kagaali qui s'oppose à la russification de la Finlande. 